# Sot de la Noguerola
|  | Per a altres significats, vegeu «Noguerola». |

El Sot de la Noguerola és un riu de Catalunya que neix al su de la Roca de Cercenedes al massís de les Guilleries i que desemboca a la Riera d'Osor a Osor (La Selva). A un centenar de metres de la seva desembocadura, es troba el Pont de la Noguerola, un antic pont en estil romànic a l'antic camí d'Anglès a Sant Hilari Sacalm, avui integrat al camí GR 83 que segueix una part de la vall del riu.
Afluents
- Sot de Cercenedes (La Noguerola)
- Sot de Solterra (El Ripoll)
  - Sot dels Llims
  - Sot del Gelats
    - Sot del Parral del Sobirà
    - Sot del Gorg